# SPA Dovunque 35 blindé
Le SPA Dovunque 35 blindé est un véhicule de transport de troupes blindé sur roues italien, produit par Fiat V.I.-SPA et utilisé par le Brigate Nere de la République sociale italienne durant la Seconde Guerre mondiale.

## Contexte historique
Dès 1938, le commandement de l'armée royale italienne voulut doter les régiments de l'armée de terre, les Bersagliers, d'un véhicule blindé de transport de troupes d'infanterie. 
La société Viberti présente en 1941 un prototype construit sur la base du camion militaire SPA Dovunque 35 un véhicule pouvant transporter 10 soldats avec leur équipement. Les responsables militaires émirent rapidement des doutes sur la bonne utilisation d'un tel engin notamment à cause du poids ajouté pour le blindage sur un châssis non conçu à l'origine pour cela, ce qui empêcha le projet de se concrétiser. Les militaires lui préférèrent le Fiat SPA S37 blindé. La société Viberti avait toutefois lancé la fabrication de plusieurs exemplaires destinés à différentes unités de l'armée répondant à des besoins particuliers mais les bombardements massifs de la zone de Turin avaient bloqué leur finition. Le prototype opérationnel et testé en 1941 restera stocké dans les ateliers Viberti jusqu'au 11 novembre 1944, date à laquelle il fut réquisitionné par la Brigata Nera d'Ather Capelli de Turin.

## Utilisation après l'armistice
Les responsables de Viberti, soucieux de remédier aux critiques émises lors de la présentation, modifièrent le projet et dès 1942 furent en mesure de proposer une nouvelle version avec, notamment, un toit entièrement blindé. Le 5 décembre 1944, quelques exemplaires furent mis en fabrication avec les modifications apportées. En avril 1945, après la libération, les quelques exemplaires en cours de finition dans les ateliers Viberti furent réquisitionnés par différentes unités. Au moins 3 exemplaires furent récupérés par les Républicains, deux par les partisans, dont un fut détruit par un panzerfaust par un légionnaire de la 29e Waffen-Grenadier-Division de la SS (italienische Nr. 1), la division SS italienne, tiré Via Delleani à Turin.

## Caractéristiques techniques
Le véhicule est construit à partir du châssis du camion tout terrain 6x4 SPA Dovunque 35 largement modifié. Les parois latérales sont anguleuses et reçoivent un blindage d'une épaisseur de 8 mm. Le plancher reçoit un blindage riveté de 10 mm. Le moteur, placé à l'avant, est protégé par une avancée blindée de la carrosserie qui protège également le radiateur.